# Groot Australisch Scheidingsgebergte
Het Groot Australisch Scheidingsgebergte (Engels: Great Dividing Range), ook bekend als de Eastern Highlands, is de grootste bergketen van Australië. De keten strekt zich meer dan 3500 kilometer uit van de noordoostelijke punt van Queensland langs de oostelijke kustlijn naar New South Wales, zo naar Victoria, om uiteindelijk te eindigen bij de centrale vlakte van Nationaal park Grampians.

## Geschiedenis
De bergketen was het thuisland van enkele Aboriginalstammen zoals de Kulin, en was belangrijk voor de Europese ontdekking van Australië. Een van de eerste ontdekkingsreizigers die de bergketen doorkruiste was Gregory Blaxland, gevolgd door ontdekkingsreizigers zoals Allan Cunningham, John Oxley, Hamilton Hume en Charles Sturt.
In de jaren 20 van de 19e eeuw waren de meeste stukken van het gebergte verkend, en sommige bewoond. Dit waren onder andere de Gippsland en Riverina regio’s in het zuiden, tot aan de Liverpool Vlaktes en de Darling Downs in het noorden.

## Kenmerken
Alle alpine gebieden van het continent Australië, waaronder de hoogste berg (Mount Kosciuszko, 2228 meter hoog), zijn onderdeel van het Groot Australisch Scheidingsgebergte. De hoogste gebieden in New South Wales en het oosten van Victoria staan bekend als de Australische Alpen.
De centrale kern van het Groot Australisch Scheidingsgebergte is bedekt met honderden pieken, en wordt omgeven door vele kleinere bergketens, kloven, valleien en vlaktes. Sommige vlaktes zijn de Bogong High Plains en de Centrale Vlakte. Andere plateaus die tot de bergketen worden gerekend zijn Atherton Tableland, Northern Tablelands, Canberra wijnregio en de Southern Tablelands.
De Blue Mountains, Bunya Mountains, Liverpool Range, McPherson Ranges en de Moonbi Range zijn enkele van de kleinere bergruggen die bij het Groot Australisch Scheidingsgebergte horen.
In sommige gebieden, zoals de Snowy Mountains, Australische Alpen, de Scenic Rim en de New England regio vormt de bergketen een significante barrière. Bekende bergpassen zijn Cunningham's Gap, Dead Horse Gap en Spicer's Gap.
Het Groot Australisch Scheidingsgebergte scheidt de stroomgebieden van de vele stroompjes en rivieren die naar de Grote Oceaan stromen.
Veel van de snelwegen in Australië lopen door de bergketen zoals de Alpine Way, Hume Highway, Great Western Highway, Capricorn Highway, Warrego Highway, Waterfall Way, Thunderbolts Way en de Murray Valley Highway.

## Beschermde gebieden
Een groot deel van de bergketen ligt in nationale parken en andere beschermde natuurgebieden zoals Alpine National Park, Nationaal park Blue Mountains, Nationaal park Heathcote-Greytown en Mount Worth State Park.

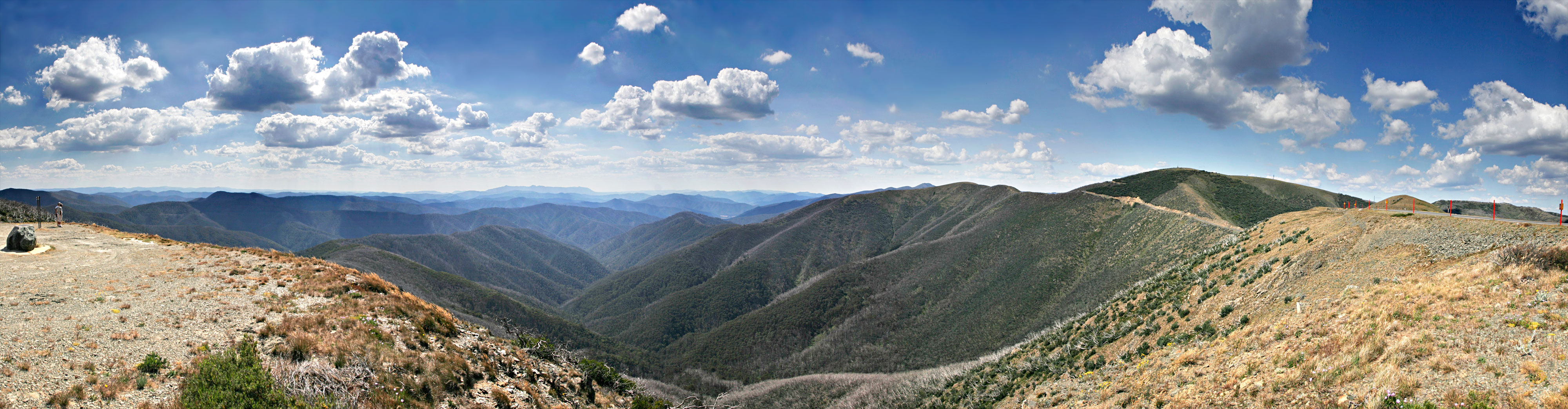
Groot Australisch Scheidingsgebergte